# Pinasse du bassin d'Arcachon

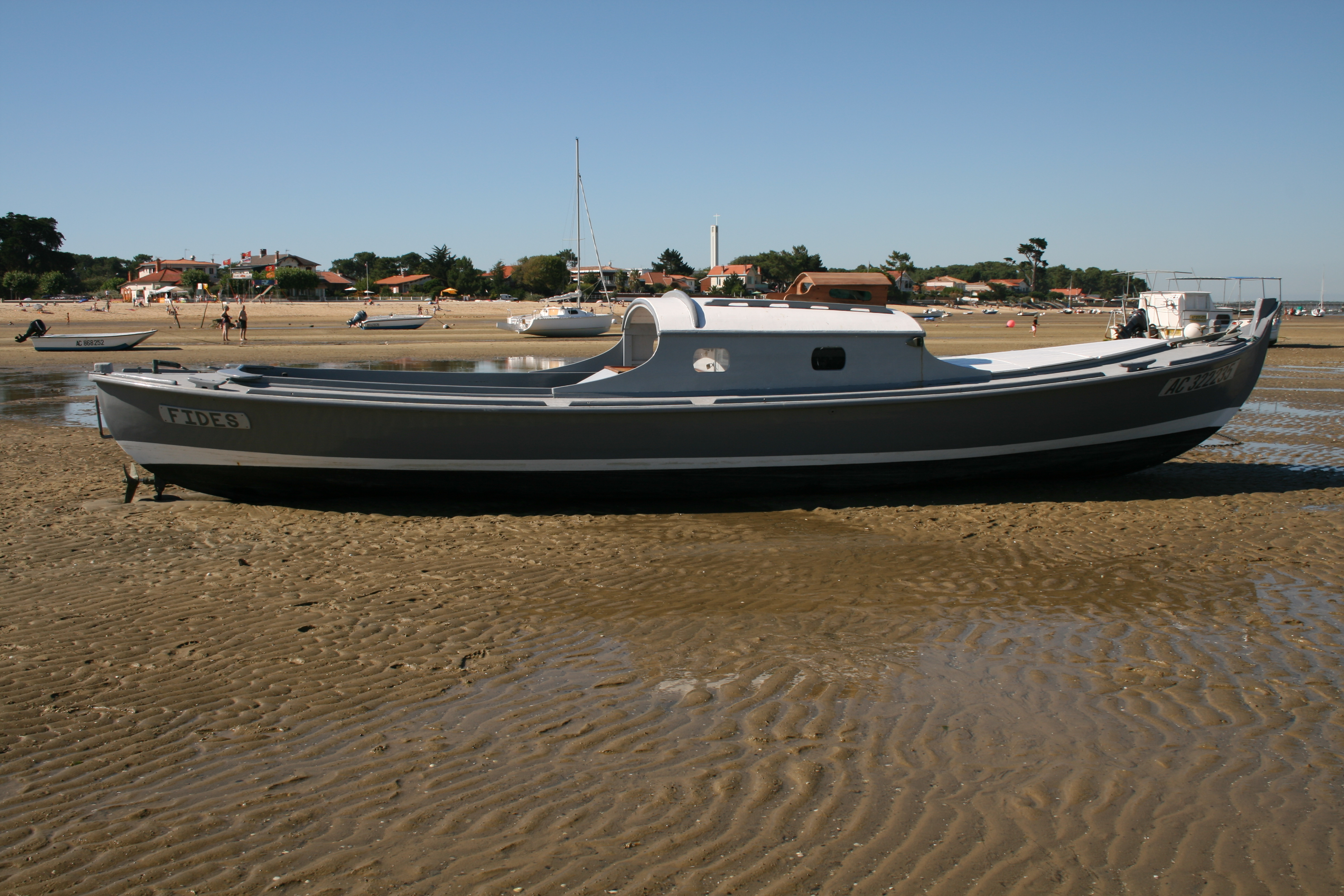
Une pinasse étroite du bassin d'Arcachon. Avec la disparition de la voile et la motorisation, le navire a perdu toute ressemblance avec ce qu'il était trois siècles plus tôt.

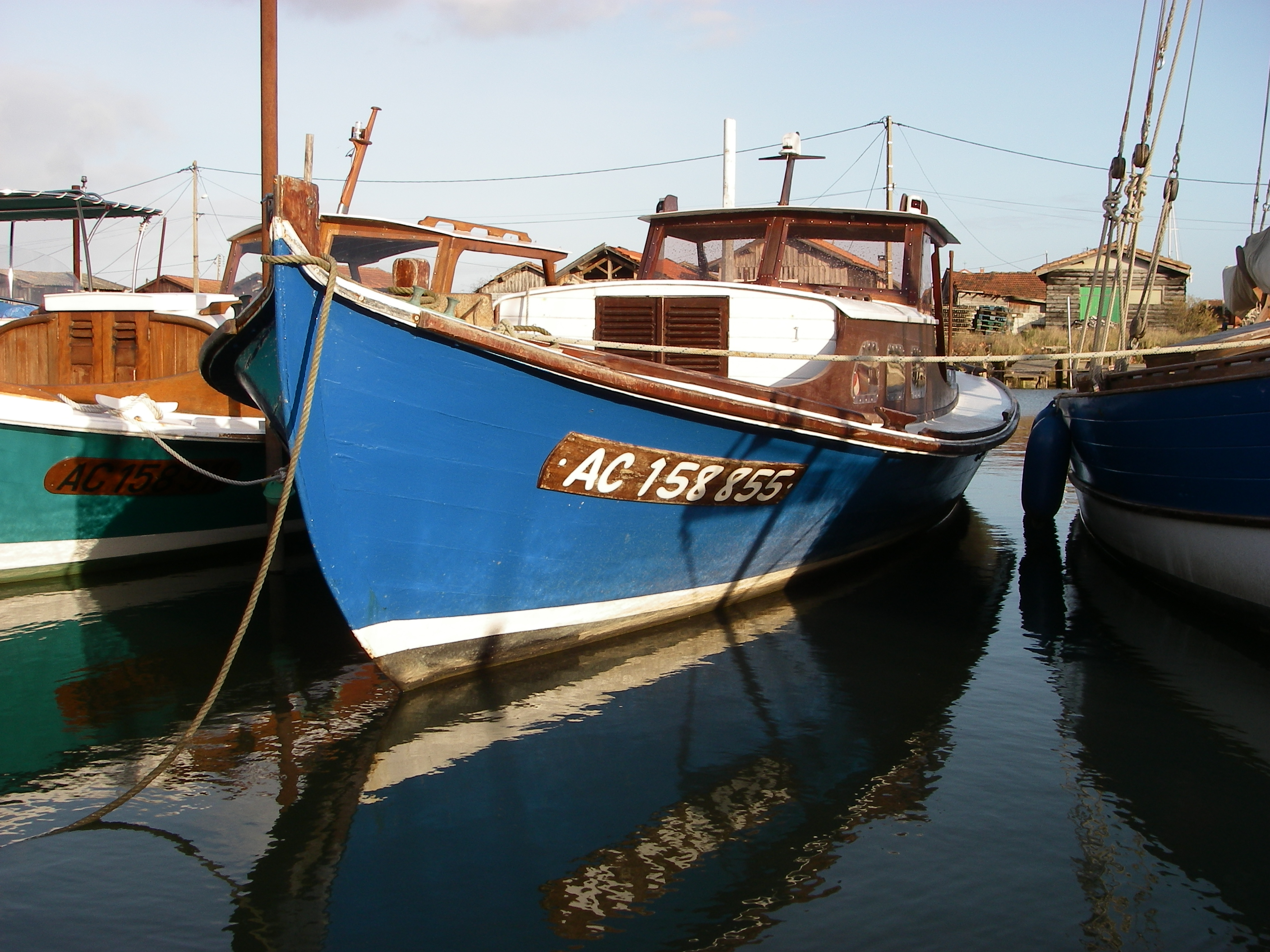
Pinasse sur le port de la Teste-de-Buch.

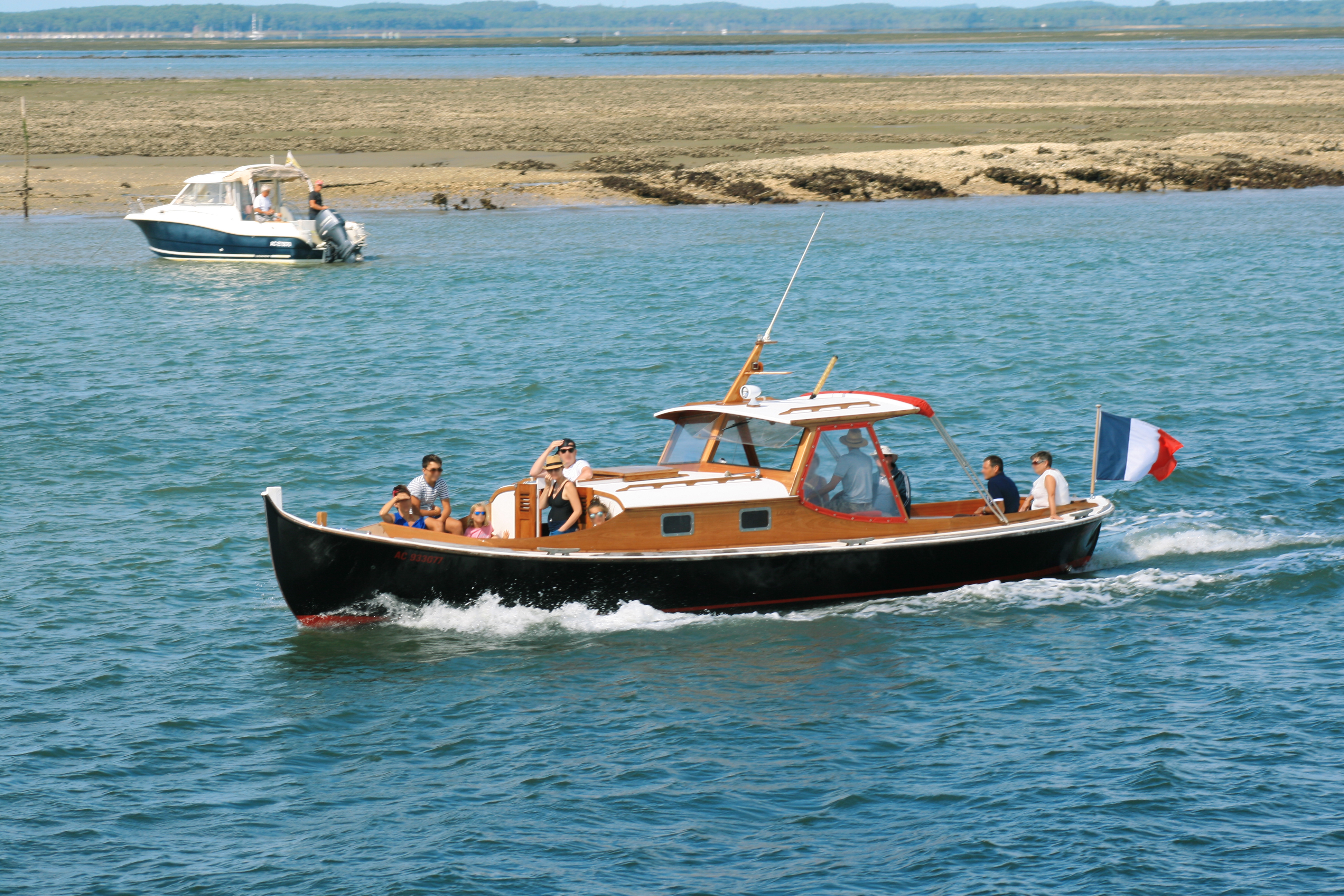
Une pinasse typique du bassin d’Arcachon naviguant à proximité de l’île aux oiseaux avec des touristes à bord.

Pour les articles homonymes, voir Pinasse.

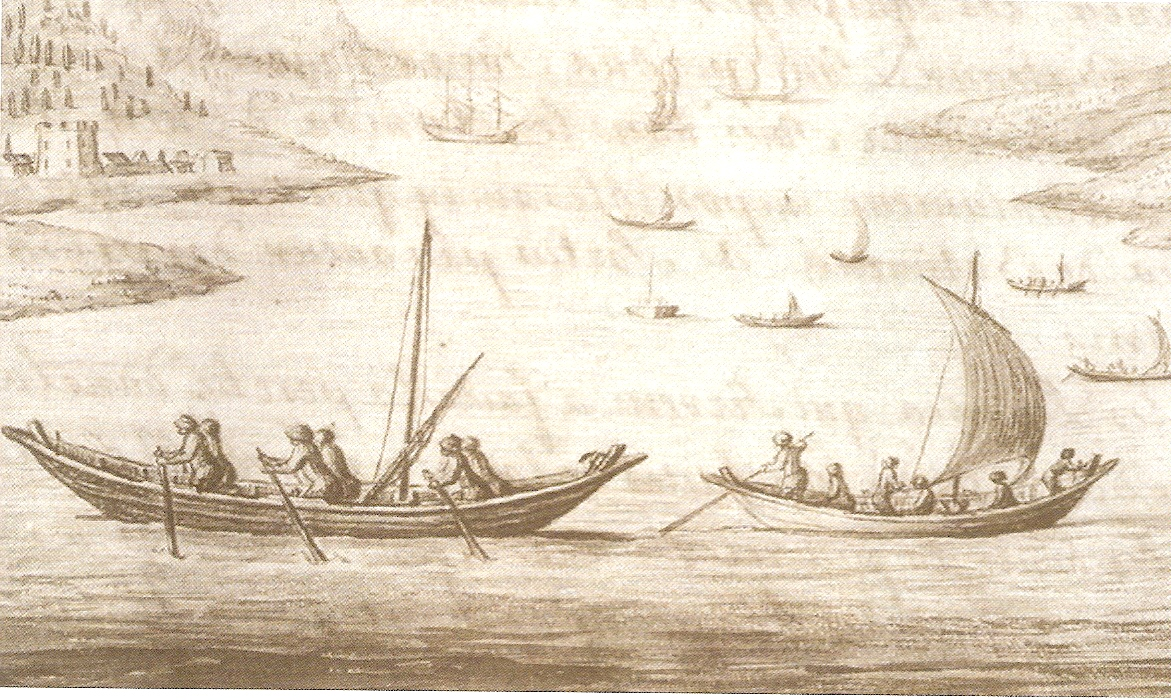
La pinasse vue par Le Masson du Parc en 1727. On distingue le bordé à clin enveloppant l'étrave et l'étambot.

Une pinasse du bassin d'Arcachon ou pinassote est une petite embarcation à fond plat, à voile au tiers et avirons puis à moteur. Elle est utilisée traditionnellement pour la pêche et l'ostréiculture.

## Historique

### Étymologie
L'origine du mot pinasse est assez controversée. Ce mot (roman gascon pinaça ; espagnol pinaza ; italien pinaccia ; anglais pinnace) est généralement analysé par un dérivé latin *pinacea pouvant signifier « en planche de pin ». On ne le confondra pas avec le catalan pinassa, « grand pin », applicable au pin noir pinus negra. En Lorraine, la pinasse est le nom vernaculaire du pin sylvestre.

On le comparera aussi aux mots pinche ou pinque (bateau à fond plat), du hollandais pinck.
Thillole ou tillole, apparenté à tilla (bateau galicien), tille (breton) viendrait du scandinave tilja (planche).

### Origines
Bien que l'usage des pinasses sur le bassin d'Arcachon soit très ancien, il n'existe pas de document écrit mentionnant formellement ces embarcations avant une allusion dans des documents de 1553 et 1556. Il s'agit des minutiers d'un notaire de La Teste-de-Buch, Arnaud de Laville, faisant allusion à des transactions de pinasses. 
En 1604, il est écrit dans le texte des transactions entre le captal de Buch, Jean-Louis d'Épernon, et les usagers de la forêt usagère: « … il a été arrêté qu'étant sur la mer, leurs avirons, mâts, venant à se rompre, ils pourront prendre sans avoir permission du bois pour faire avirons, mâts, ganchots et tostets de pinasses et bateaux […]. Bien pourront les dits affêvats vendre leurs pinasses […] sans en abuser […] ni autrement couper ni dégrader le dit bois. »
En 1708, Claude Masse évoque dans le mémoire qui accompagne sa carte du bassin d'Arcachon des petits bateaux « que les habitants appellent pinasses, qui ont 15 à 16 pieds de long sur 4 à 5 de large. »
Il faut attendre 1727 pour voir arriver en pays de Buch François Le Masson du Parc, venant de l'amirauté de Bayonne, commissaire ordinaire de la Marine, inspecteur général des pêches du poisson de mer. Il s'intéresse aux différentes pêches qui se pratiquent sur le littoral et il observe, note et décrit les techniques de l'époque. Il rencontre des pinasses sur le littoral des landes de Gascogne à Saint-Girons, Mimizan et sur le bassin d'Arcachon. Il commence son paragraphe de description des pinasses de la sorte : « les pinasses qui servent à faire la pesche dans la baye d'Arcasson sont faite de la forme d'une navette avec les bouts un peu relevés, une pinasse a vingt à vingt deux pieds de longueur de l'estrave à l'étambot. » Il précise que certaines pinasses possèdent un mât et une voile. Le Masson du Parc recense et décrit les différents usages de la pinasse qui sont au nombre de treize :
- pêche au filet dans les chenaux (5 types) ;
- pêche à la sardine ;
- pêche à la drague des huîtres dans les chenaux ;
- pêche à la senne dans le Bassin et sur la côte ;
- pêche au palet et au palicot ;
- pêche à la foëne ;
- pêche des oiseaux marins (sic) ;
- pêche des crevettes ;
- ramassage des huîtres et autres coquillages.

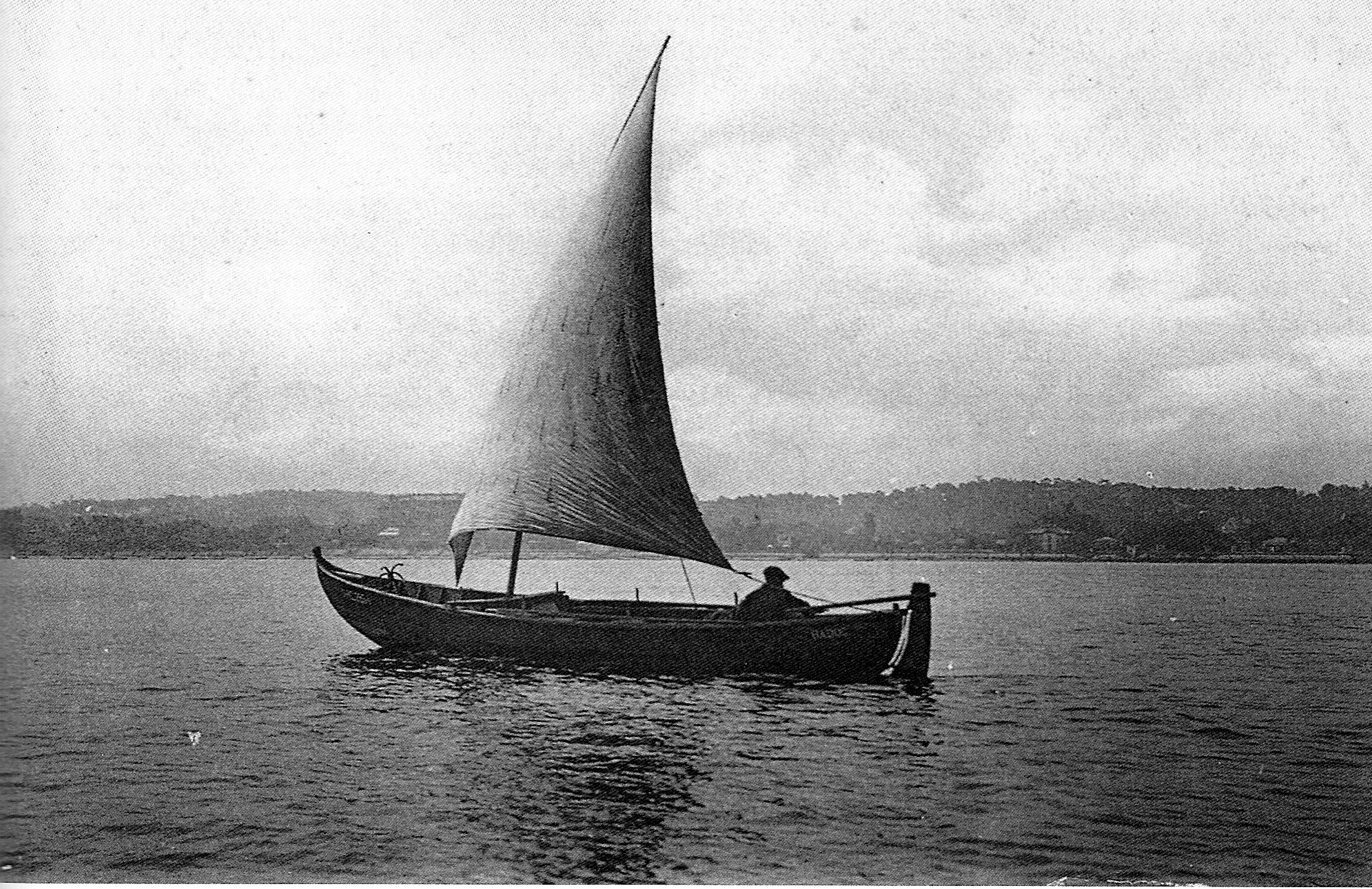
Une pinasse à voile.

Deux types de pinasses sont décrites : une petite de 6,50 mètres, sans gouvernail, manœuvrée à la rame par ses deux occupants (généralement deux hommes) et une plus grande d'au moins 7 mètres comportant deux bordés de plus, dotée d'un gouvernail, montée par 6 hommes, mue à l'aviron et sous voile. Il dénombre au total 204 pinasses. Bien que l'administration interdise aux pinasses de sortir du bassin d'Arcachon, les grandes pinasses font concurrence aux chaloupes de pêche et sortent en pleine mer pour pêcher. La différence de taille entre les deux types d'embarcation se traduira dans l'introduction du vocabulaire local par l'appellation de "pinassotte", terme qui sera adopté officiellement en 1909 (voir ci-après), pour les plus petites.  
Le recensement exact des embarcations sera possible à partir du début du XIXe siècle, grâce à la mise en place des arrondissements et des quartiers maritimes, et l'enregistrement systématique des pinasses (et pas toujours des pinassottes, considérées comme des annexes) sur le registre des matricules des bâtiments du quartier. Ainsi, le quartier de l'inscription maritime de La Teste-de-Buch couvre un territoire allant de Lacanau à Mimizan.

### De la voile à la vapeur
Il faut attendre la seconde moitié du XIXe siècle pour avoir de véritables descriptions de pinasses et des plans détaillés, avec Baudens, en 1866, puis Georges Sahuqué, en 1881, qui y consacre un article dans la revue Le Yacht. Les pinasses de cette époque possèdent désormais un gouvernail, ainsi qu'un mât mobile et inclinable longitudinalement et latéralement. Les bordages sont toujours assemblés à clin. C'est précisément à cette époque que les pinasses traditionnelles vont évoluer. Jusque-là elles n'étaient que les outils des premiers pêcheurs du bassin, mais à présent les usages vont se multiplier. En 1841, le chemin de fer arrive à La Teste et, avec lui, les premiers touristes qui s'offrent des promenades payantes en pinasse… et découvrent le bassin d'Arcachon.
Dans les années 1860, les premiers ostréiculteurs modernes utilisent eux aussi la pinasse. M. Boubès, ancien administrateur du quartier maritime d'Arcachon établit, en 1909, une classification des pinasses en fonction de leur longueur. Ces appellations sont encore en usage localement :
| Nom               | Longueur        |
| ----------------- | --------------- |
| Pinassotte        | L < 7,5 m       |
| Pinasse ordinaire | 7,5 m < L < 8 m |
| Bâtarde           | 8 m < L < 9 m   |
| Pinasse de côte   | L > 9 m         |

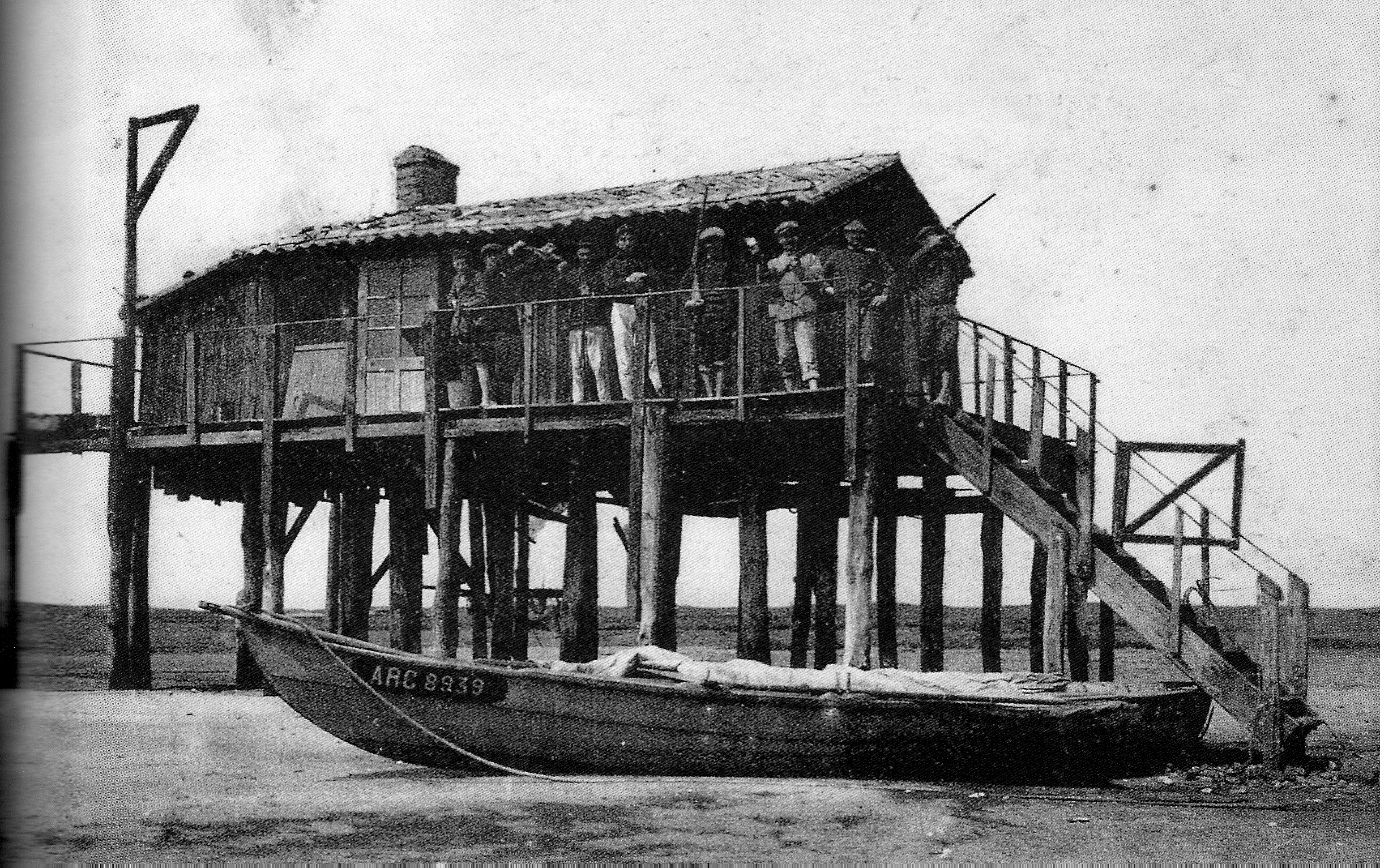
Une pinasse à voile au pied d'une cabane tchanquée.

C'est surtout la motorisation intervenant au début du XXe siècle qui constitue le plus grand bouleversement dans la structure des pinasses. On est passé en quelques décennies d'une embarcation rustique sans clou, ni gouvernail, ni quille, construite à clin, chevillée de bois et propulsée par le vent ou à rames, à une embarcation motorisée avec quille, quilles d'angles, safran articulé ou non, élargie, ayant un bordage à feuillure et des râblures à l'étrave et l'étambot. 

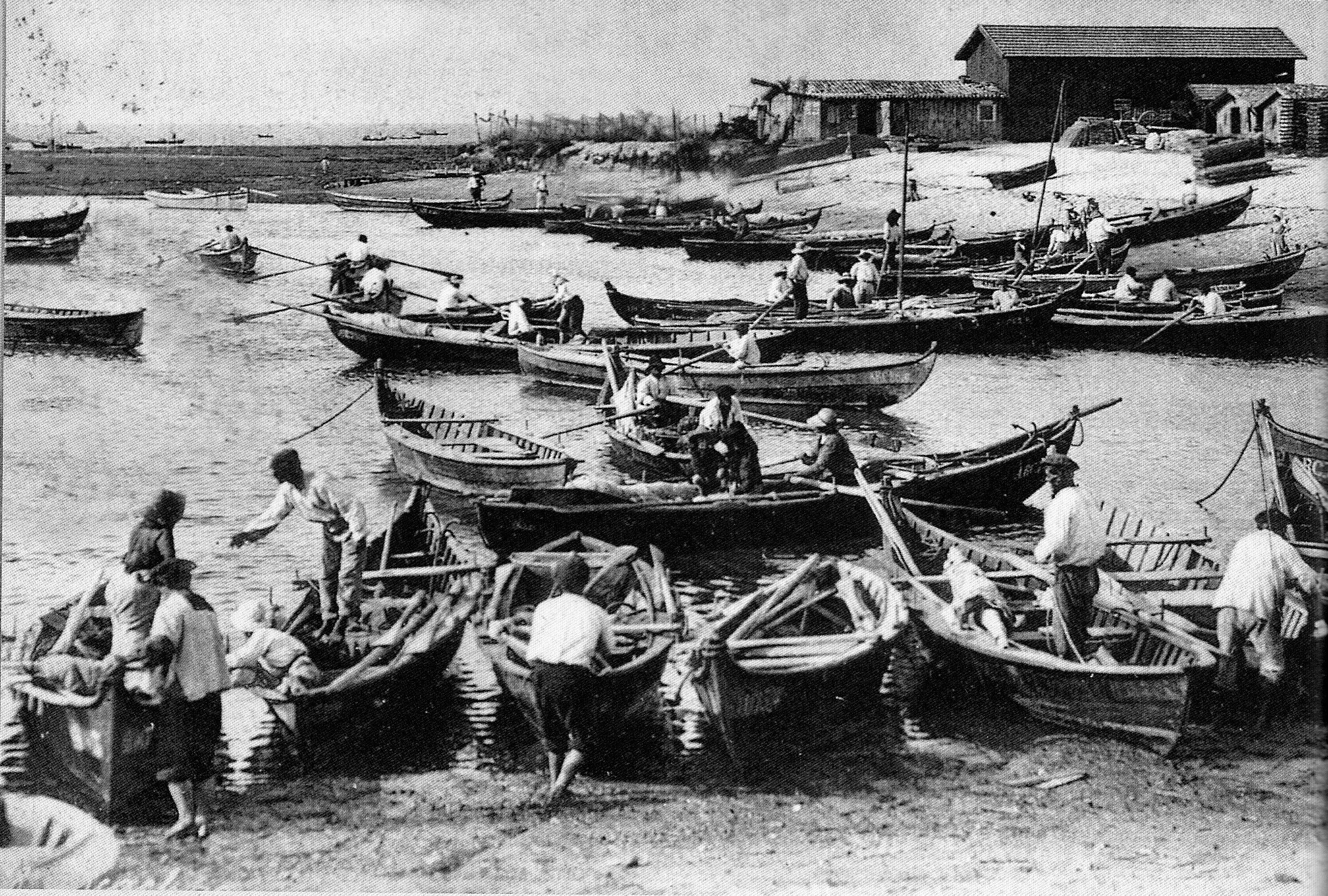
Pinasses sur le port de Gujan.

La motorisation se développe massivement après 1905-1906, d'abord pour les résidents les plus fortunés puis, jusqu'en 1913, pour la presque totalité des pinasses de pêche d'Arcachon.
Ce sont Albert Couach et Auguste Bert qui mettent au point en 1902 la première pinasse à moteur, Libellule, mise à l'eau en 1903. Fonctionnant alors au pétrole lampant, ces pinasses sont désignées sous le nom de « pétroleuses ». Leur taille et leur robustesse tendent à grandir de plus en plus pour accueillir les quelque 250 kg des premiers moteurs à combustion interne. Elles atteindront une douzaine de mètres pour certaines, embarqueront de huit à douze hommes ainsi que trois à cinq doris pour la pêche à la sardine, et seront partiellement pontées.
Le succès des pinasses à moteur, en premier lieu pour la pêche à la sardine, ne se fait pas attendre : on compte 76 pinasses à moteur construites dans la seule année 1908. Les chantiers navals d'Arcachon, La Teste-de-Buch et Gujan-Mestras tournent à plein régime. La revue L'Avenir d'Arcachon cite les principaux chantiers en 1908 : Barrière, Bert, Bonnin Freres, Bossuet, Boyé, Daney, Daycard, Dubourdieu, Fourton, Labouyrie, Mendozat, Monguillet, Mouliets, Pradère, les ateliers des pêcheries de l'Océan, des pêcheries de Gascogne, etc.
La « pétroleuse » à hélice relevable devient, pour des décennies, l'outil de prédilection des ostréiculteurs du pays de Buch. L'administration, et notamment la marine nationale, les douanes et les ponts et chaussées, s'intéressent également aux pinasses et en commandent régulièrement à divers chantiers navals.
Séduits par la pinasse, les pêcheurs du pays Bigouden l'adoptent à partir de 1926, en remplacement de leur traditionnelle chaloupe.

### La pinasse, un outil de travail pour la pêche traditionnelle
Jusqu'à la fin du XXe siècle, la pinasse a conservé son utilité pour les professionnels de la mer.
- Les pinasses sardinières parcouraient la côte du Pays basque aux Pertuis jusque dans les années 1930, où elles ont été remplacées par des gros canots à moteur pratiquant également la pêche au thon au large et le chalutage côtier… la sardine à elle seule n'étant plus rentable.

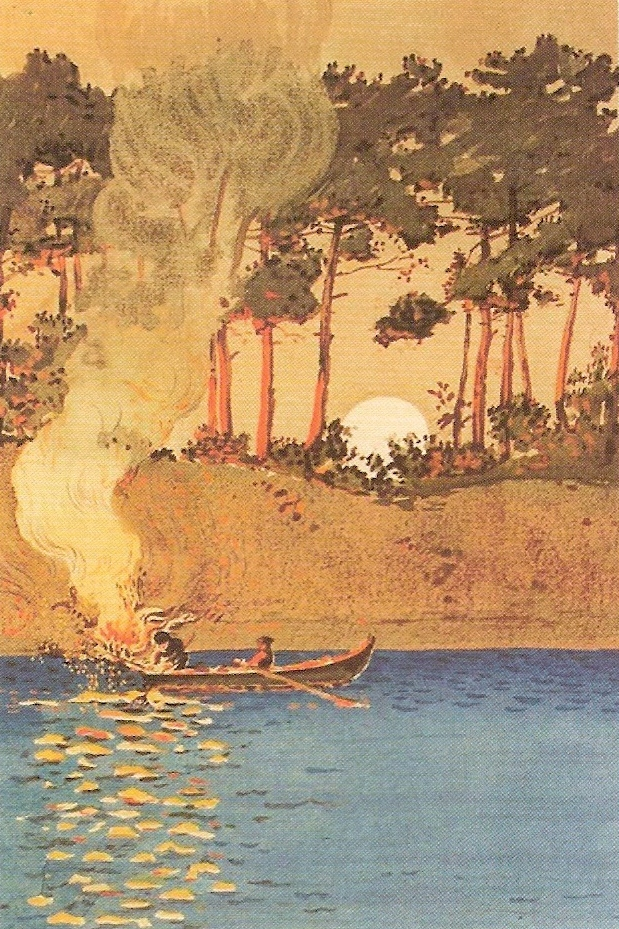
La pêche au flambeau (Jean-Paul Alaux, 1909).

- La pêche à la senne (traïna), déjà décrite par Le Masson du Parc en 1727, subsiste jusqu'à la fin des années 1970. Cette technique se pratique en bord de mer. Il s'agit de prendre un banc de poisson au piège en joignant les deux extrémités d'un filet sur la plage. Les pinasses côtières disposaient une senne pouvant faire jusqu'à 280 m de longueur, qui, une fois disposée en arc de cercle à proximité de la côte, était tirée depuis la terre prenant au piège les poissons.
- La pêche à la garrole ou au garroulet (prononcer garroulett') était une déclinaison arcachonnaise de la pêche à la senne pratiquée en mer. Elle se pratiquait aux beaux jours, quand la température de l'eau permettait la baignade, à basse mer en bordure des parcs à huîtres, le long des chenaux. Le filet au maillage plus étroit que celui de la senne classique était d'une longueur d'environ 30 à 40 m avec l'une des extrémités amarrée à une embarcation manœuvrée à la rame (souvent une pinassotte) et l'autre extrémité halée à pied depuis le rivage. Le filet formant alors une poche avec le câble supérieur maintenu à flot par des disques en liège et le câble inférieur entrainé vers le fond par des lests cylindriques en plomb. L'opération devait s'effectuer à contre-courant, consistant à ratisser les herbiers (algues) pour y capturer poissons, crevettes, étrilles ou autres proies convoitées. Les rameurs s'efforçaient à étirer le filet le plus au large possible puis à longer le rivage à la même allure que les piétons (bien chaussés pour ne pas se blesser aux coquilles immergées), remorquant l'autre bout du filet. À celui-ci était fixé un fort manche de bois d'une longueur égale à la largeur (hauteur) du garoulet pour d'une part le maintenir le plus verticalement possible et d'autre part y accrocher la remorque tirée par les "piétons". Quand le chef de la manœuvre considérait suffisant le parcours parcouru, en effectuant le plus rapidement possible un arc de cercle, l'embarcation était ramenée au rivage afin d'y réunir les deux extrémités du filet et remonter ce dernier "au sec". Selon la réussite ou la chance, en s'aidant de seaux, on procédait alors à la cueillette de la capture souvent très variée : crevettes, grisets, anguilles, simple "poisson de soupe", bigorneaux et parfois des hippocampes. C'était souvent une pêche ludique mais nécessitant beaucoup d'effort, non pratiquée à des fins commerciales.
- La pêche au palet, pratiquée par les « paliqueys », subsiste à peine de nos jours, où elle n'est plus pratiquée que par quelques marins autochtones possédant le filet approprié. Cette technique est une des plus anciennes du bassin ; elle consiste à arrêter les poissons qui, lors de la marée montante, ont suivi le flot pour gagner les hauts fonds - jusque-là découverts d'eau à marée basse - en les piégeant au jusant, quand ils tentent de regagner l'océan en suivant quelque estey (petit canal naturel permettant aux eaux de venir des chenaux ou d'y repartir au gré des marées). On utilise des filets rectangulaires de forme générale, tendus sur des piquets de pin (les « paous ») plantés dans le sédiment en bordure d'estey. Les filets forment alors une enceinte où plusieurs pièges (les « biscardes ») retiennent le poisson. Le filet, dont la partie basse est lestée de cylindres de plomb la maintenant au sol, est posé à marée basse. Lors de la marée haute suivante, soulevé par des flotteurs constitués de disques de liège (palets) ledit filet de dresse, mettant en forme les pièges qui doivent retenir les poissons. Il suffit au paliquey de revenir dès la marée basse qui suit pour recueillir sa capture, avant le passage des mouettes ou autres oiseaux pêcheurs.
- Les pétroleuses tiraient des dragues à coquille et des petits chaluts, avant que cette pratique ne soit interdite à la fin du XXe siècle.
- La pêche à la « jagude », au filet fixe ou dérivant localement appelé "tramail" (car trois tailles de mailles y constituent des poches piégeantes) est toujours pratiquée, mais les embarcations plates à moteur ont remplacé les « pinassottes ».
- La pêche à la crevette (petite crevette rose du Bassin) surtout pratiquée à la fin de l'automne et en hiver, exigeait la confection d'un piège, un "balai" en branches de genêt liées en un gros fagot au milieu duquel on insérait une belle tête de poisson crû (l'appât). À peu près au milieu d'une ligne en cordage de 5 à 6 m de long reliée à une extrémité à un lest en pierre (ou en métal) et l'autre extrémité attachée à un flotteur "personnalisé", correspondant au pêcheur, on faisait un nœud coulant pour attacher le balai, de telle sorte qu'il soit toujours immergé sans toucher le fond. On "mouillait" le tout, souvent en soirée, et on le relevait 24 heures plus tard. Les crevettes attirées par l'appât pénétraient dans le balai mais restaient piégées dans le fouillis du fin branchage. Le pêcheur après avoir étalé une bâche sur le fond et d'un bord à l'autre de sa pinasse, remontait chaque ligne rapidement mais sans à-coups, basculait le balai tout dégoulinant à l'intérieur de son embarcation puis le secouait violemment pour faire choir les crevettes sur la bâche d'où il n'y avait plus qu'à les ramasser et les mettre dans un seau... On remplaçait l'appât et on remettait le balai à l'eau pour un passage ultérieur. Le port d'un ciré était indispensable et l'onglée n'était pas rare. Ensuite dès le retour à terre, il fallait faire bouillir un grand volume d'eau salée et poivrée dans laquelle on ajoutait une ou plusieurs feuilles de laurier, avant d'y jeter les crevettes et les faire cuire "un certain temps"...
- La pêche au flambeau (pêche au feu) ou pêche à la hailhe, était pratiquée lors des nuits obscures des périodes de nouvelle lune ou par temps couvert, mais surtout sans vent. Le « halhas » (sorte de gril) est fixé sur la poupe de la pinassotte. Les pêcheurs allument le feu grâce à des pignes et des galips avant de l'alimenter avec du bois de pin résiné (riche en résine et très dense). L'homme aux avirons progresse doucement en évitant de regarder le brasier qui pourrait l'éblouir et compliquer sa manœuvre, tandis que le pêcheur guette la présence de proies attirées par la lumière ; il harponne (pique) le poisson au moyen d'une foëne fixée à un long manche (en patois local on disait "il pinche (phonétiquement pinnche) lo pèch dab oun salé"). Le brasier sera remplacé par des brûleurs alimentés en gaz acétylène après la Première Guerre mondiale, puis par des lampes branchées sur batteries. La pêche au flambeau est aujourd'hui interdite.

### La pinasse, un outil de travail pour l'ostréiculture
- Les ostréiculteurs, plus communément appelé "parqueurs", ont utilisé principalement les pinasses à moteur jusqu'à la fin des années 1960. Les huîtres étaient alors élevées à même le sol des parcs, concédés à bail par l'Administration maritime. Lesdits parcs délimités par une clôture en grillage serré de 30 à 40 cm de haut traité au coaltar comme les piquets de bois qui la soutenait, occupaient pour la plupart une superficie rectangulaire d'environ 30 à 50 m de long sur 10 à 20 m de large. Chaque parc était généralement séparé de ses voisins par des "couloirs" servant au passage, à la séparation d'avec les concessions voisines. Dans une même concession, un "clôturage" permettait de séparer les huîtres d'âges différents.

Avant la marée basse, la pinasse était conduite dans "l'estey" proche du parc à traiter puis ancrée au plus près du lieu de travail. L'échouage venu, l'ostréiculteur (seul ou avec son équipage) posait pied à terre et pouvait se mettre à la tâche. Quand le sol est plus argileux que sableux, en quelques endroits du bassin il est nécessaire de se déplacer en se chaussant de "mastouns", une paire de patins carrés limitant les risques de s'enfoncer et de glisser.
De temps à autre, afin qu'elles ne s'ensablent ou ne s'envasent pas, les huîtres étaient "remuées" au moyen de herses tractées manuellement via une paire de treuils posés au sol des couloirs de passages puis déplacés latéralement pour traiter l'ensemble de chaque parc. On utilisait aussi de longs râteaux ou de larges fourches pour déplacer vers leurs places d'origine (ailleurs dans le parc) les huîtres qui avaient été entassées contre les clôtures pendant les tempêtes ou simplement par les courants marins. Selon un rythme propre à la saison et à chaque parqueur, les fourches servaient aussi - via des "chambreyres" ou "servantes" - au remplissage de lots de "panetières" (filets sphériques) qui une fois refermées étaient empilées au plus près de la pinasse échouée en vue de leur chargement à destination du port. C'est là, au sec, dans les cabanes, que l'on procédait au tri des huîtres : élimination des coquilles vides, séparations des coquilles agglutinées, remise en panetières pour un retour au parc (et la suite de leur croissance) ou pour la mise en vente selon l'offre et la demande.
Quand il était nécessaire de transporter entre les ports et les parcs de lourdes charges comme du grillage pour réparer les clôtures, les "pignots" (longs pieux clôturant les parcs en bordure des chenaux) et surtout les cages et les tuiles avant ou après le captage du naissain, les ostréiculteurs devaient amarrer "à couple" de leur pinasse, un long et large bac de bois "coaltaré" qui, une fois sur son lieu d'utilisation, devait être déplacé au moyen de perches. C'est depuis ces bacs qu'après leur détroquage, les jeunes huîtres étaient amenées dans leur parc en eau libre, "semées" à la fourche dans l'heure qui précédait le retrait des eaux tant que le bac pouvait surnager.
Avec la mise en culture des huîtres non plus directement sur le sol mais via de larges poches rectangulaires en matière plastique maillée (dites ambulances) fixées à les supports métalliques hors sol, leur manipulation n'était pas favorisée par la haute structure des pinasses. Progressivement celles-ci ont été supplantées par des embarcations plus basses sur l'eau, en bois ou en aluminium, rappelant généralement la forme des anciens bacs, mais dotés d'un habitacle et puissamment motorisés.

### Pinasses de promenades et de plaisance
Avec l'arrivée du chemin de fer en 1841, les premiers touristes se sont déversés sur les côtes du pays de Buch. La promenade payante en pinasse devient une véritable activité pour les marins. Les touristes sont promenés de La Teste-de-Buch vers Arcachon, puis le long des plages et vers les parcs à huîtres. La concurrence des « bateliers » s'est fait sentir à partir des années 1950 et les bateaux de promenades sont souvent des embarcations modernes. De nos jours certaines pinasses sont disponibles en location à la journée ou la demi-journée.
Dans les années 1950 à 1960, certains ostréiculteurs possédant de longues pinasses bien entretenues et pourvues d'un habitacle (rouf) bas mais confortablement aménagé de banquettes (moteur extérieur au rouf), délaissaient temporairement leur activité sur les parcs pour se mettre au service (principalement un mois d'été) de clients particuliers. Ces derniers, généralement aisés (hommes politiques, vedettes ou autres personnalités fortunées venues là en vacances), louaient ainsi les services de marins connaissant bien le Bassin pour les amener pêcher ou simplement les promener et les amener se baigner loin des plages surpeuplées. Tout se faisait dans la discrétion et l'anonymat, ce qui arrangeait bien les uns et les autres. L'embarquement et le débarquement des passagers se faisaient souvent hors du port d'attache à un endroit convenu entre les parties. Quand un ostréiculteur se livrait à cette activité, on disait de lui (non sans quelque jalousie, parfois) : "Il fait les Messieurs"...  
Quelques pinasses vont devenir des embarcations de plaisance au cours du XXe siècle. De plus en plus équipées d'un confort moderne elles constituent l'essentiel de celles que nous rencontrons de nos jours sur les ports du bassin d'Arcachon. Pour la construction des pinasses modernes destinées à la plaisance, on a parfois recours à l'emploi de matériaux composites et de bois exotique (teck, acajou), en utilisant moins du bois de pin de la forêt locale (les scieries ont disparu) mais leur silhouette caractéristique subsiste et caractérise bien la flotte du Bassin d'Arcachon.
Depuis quelques années, et notamment par les Chantiers Raba de La Teste-de-Buch, on s'est remis à construire pour la plaisance (et pour la mémoire des vieux gréements), quelques bacs à voile dont l'existence même avait été oubliée par la plupart des descendants de leurs anciens utilisateurs...

### Arbre généalogique de la pinasse

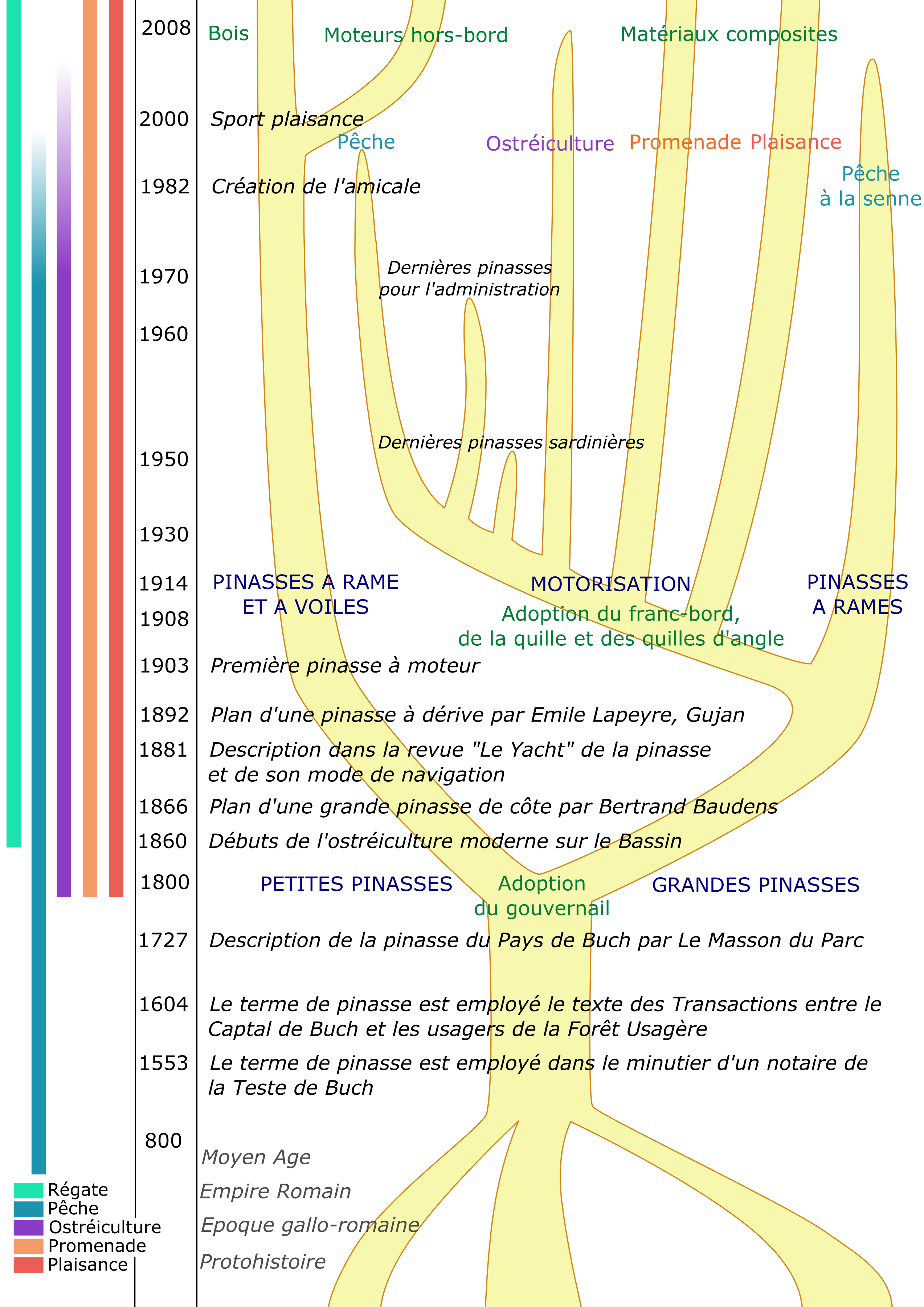
Arbre généalogique de la pinasse.

## Régates de pinasses à voile
Comme sur toutes les côtes françaises, les marins-pêcheurs se livrent à des régates le plus souvent le jour de la fête locale. Les régates de pinasses à voile entre ostréiculteurs et marins-pêcheurs durèrent jusqu'en 1962 car le nombre de participants n'était plus suffisant. Seules 5 ou 6 pinasses participaient.
À partir de 1982, des locaux remettent en état des pinasses abandonnées (La Belle, Goudurix, L'Afrique, La Clé des cœurs). Puis en 1985, une pinasse neuve est construite par le chantier RABA. Cette même année, l'amicale des pinasseyre est née et se propose de rassembler toutes les pinasses existantes et d'en construire de nouvelles. En 1986, Arcachon commande quatre nouvelles pinasses qui auront le nom des quatre paroisses de la localité. La flotte est aujourd'hui constitué de 32 bateaux dont 22 participent aux compétitions.
Chaque année, les régates d'été de pinasses à voile sont organisées dans les différents villages du bassin d'Arcachon.
La navigation des pinasses est une navigation sportive. En effet, toutes les manœuvres se font à la main sans poulie ni palan et à chaque virement de bord, la voile est affalée, passée sur l'autre amure et renvoyée, le mât levé et incliné au vent.
Le mât n'est pas haubané et ne tient qu'en deux points : par la drisse de la voile et par son emplanture.

## Galerie

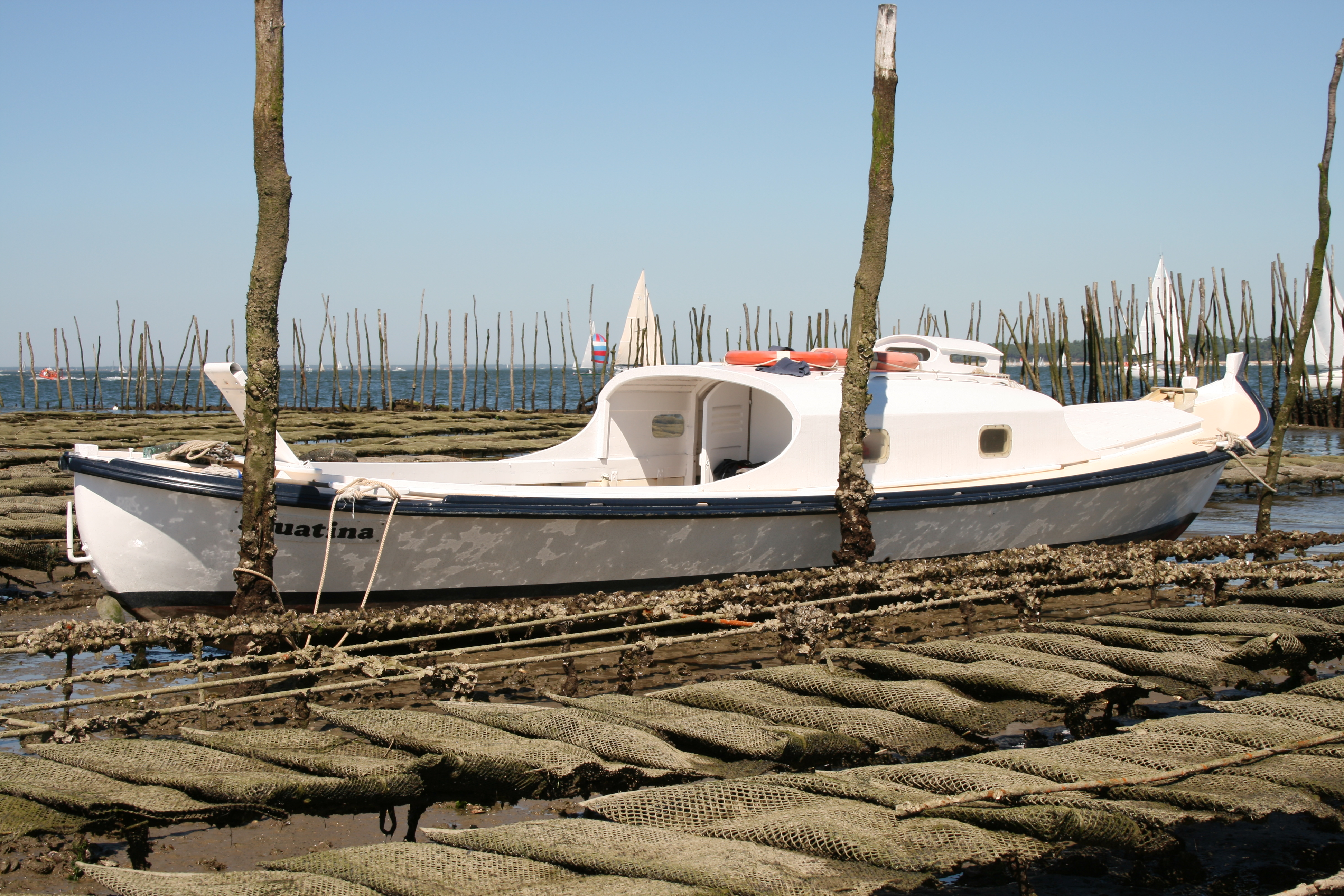
Pinasse du Cap-Ferret.
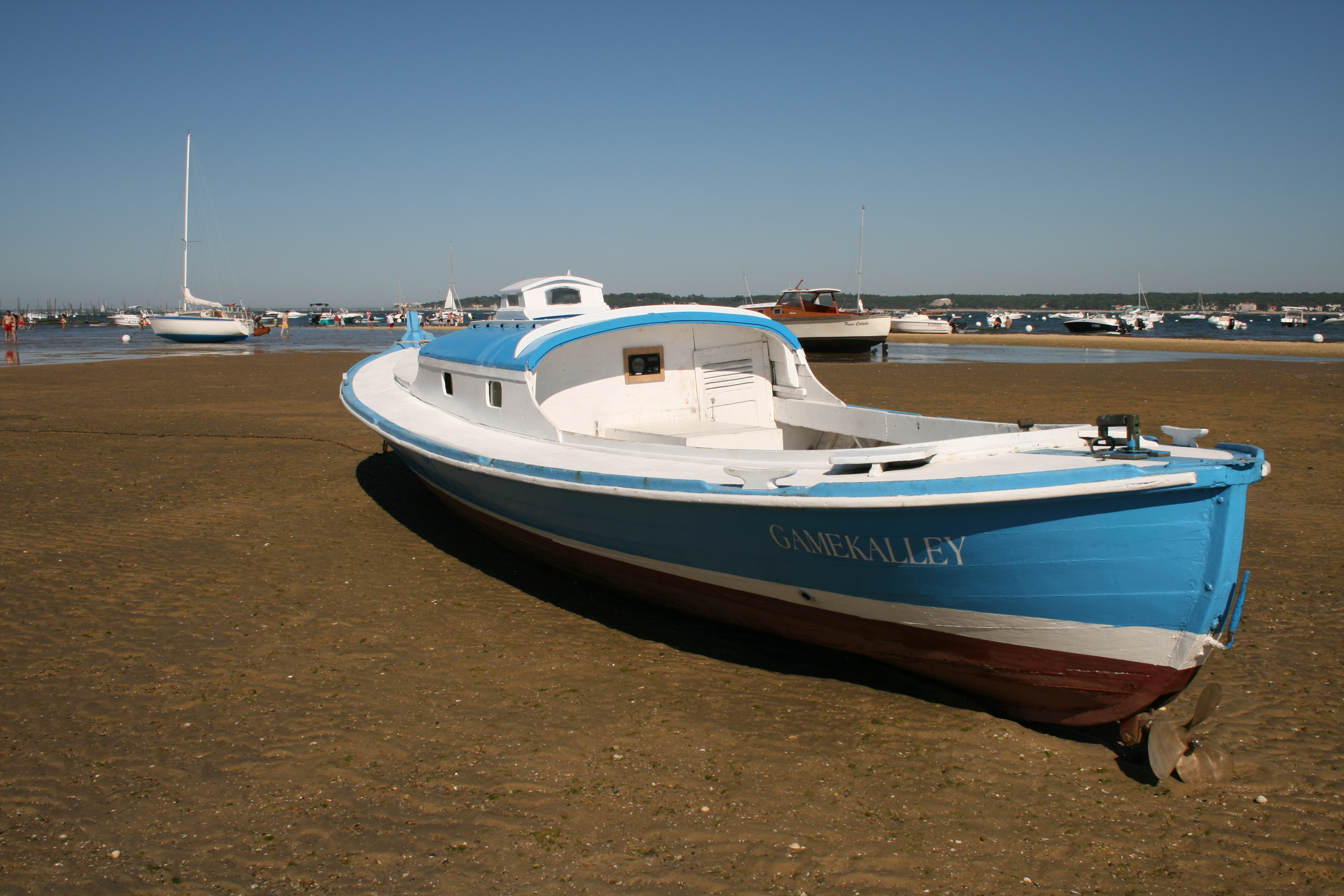
Pinasse au Cap-Ferret.
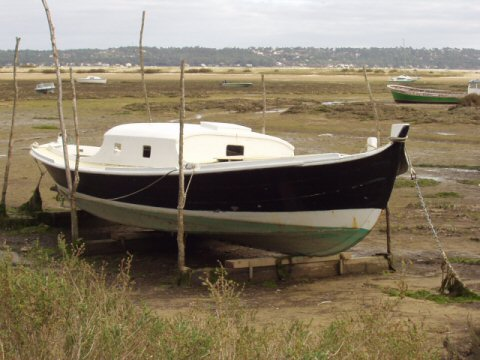
Pinasse d'Andernos.